# Torrevecchia Pia
Torrevecchia Pia là một đô thị ở tỉnh Pavia trong vùng Lombardia của Ý, có cự ly khoảng 25 km về phía đông nam của Milan và khoảng 15 km về phía đông bắc của Pavia. Tại thời điểm ngày 31 tháng 12 năm 2004, đô thị này có dân số 2.917 người và diện tích là 16,3 km².
Torrevecchia Pia giáp các đô thị sau: Bascapè, Landriano, Marzano, Valera Fratta, Vidigulfo.